# 2-я гвардейская общевойсковая армия
2-я гвардейская общевойсковая Краснознамённая армия (сокр. 2 ОА, в/ч 22223) — оперативное объединение Сухопутных войск Российской Федерации в составе Центрального военного округа.
Пункт постоянной дислокации управления армии — г. Самара, ул. Фрунзе, 165.
Управление армии воссоздано 1 сентября 2001 года. Объединение унаследовало исторический формуляр, почётные наименования, боевую славу и награды 2-й гвардейской танковой армии РККА.

## История
2-я гвардейская общевойсковая армия исторически является преемницей 2-й гвардейской танковой Краснознамённой армии СССР. Ей по праву на вечное хранение и сбережение вручено Боевое знамя объединения, прошедшего славный боевой путь.
2-я танковая армия была сформирована в январе — феврале 1943 г. на базе 3-й резервной армии Брянского фронта. Первоначально в неё входили 11-й и 16-й танковые корпуса, 60-я, 112-я, 194-я, 115-я стрелковые дивизии, 28-я лыжная, 11-я гвардейская танковая бригады, другие соединения и воинские части.
В боевой истории армии много героических вех. Среди них — сражение под Брянском, контрнаступление под Курском, освобождение Правобережной Украины, участие в завершающих операциях Великой Отечественной войны.
За мужество, героизм, воинскую доблесть и образцовое выполнение боевых задач в годы Великой Отечественной войны свыше 103 тыс. воинов армии награждены орденами и медалями, а 221 из них присвоено высокое звание Героя Советского Союза. Дважды этого высокого звания был удостоен командующий армией генерал-полковник Семён Ильич Богданов. Почти все соединения и воинские части армии награждены орденами, большинство из них удостоено почётных наименований.
В послевоенные годы армия входила в состав Группы советских войск в Германии (впоследствии — Западной группы войск). Её соединения и воинские части (16-я гвардейская и 25-я танковые дивизии, 21-я и 94-я гвардейская мотострелковые дивизии и др.) дислоцировались на территории Германской Демократической Республики (ГДР) в 39 гарнизонах, штаб армии располагался в городе Фюрстенберге.
22 февраля 1968 г. Указом Президиума Верховного Совета СССР 2-я гвардейская танковая армия была награждена орденом Красного Знамени.
В 1993 г. армия была выведена с территории ГДР и вошла в состав Приволжского военного округа. Здесь в соответствии с директивой Главного штаба Сухопутных войск от 11 ноября 1993 г. управление 2-й гвардейской танковой Краснознамённой армии переведено на новый штат и получило наименование управления гвардейской общевойсковой Краснознамённой армии.
В соответствии с приказом Министра обороны Российской Федерации от 3 августа 1997 г. № 040 и директивой Главнокомандующего Сухопутными войсками от 25 декабря 1997 года № 453/1/0820 управление армии было расформировано, а её соединения и воинские части переданы в состав Приволжского военного округа.
Сформирована во исполнение директивы начальника Генерального штаба Вооружённых Сил Российской Федерации от 17 апреля 2001 года № 314/2/0300 «О преобразовании Приволжского и Уральского военных округов в Приволжско-Уральский военный округ и формировании 2-й общевойсковой армии», и директивы командующего войсками Приволжского военного округа от 27 апреля 2001 года № 15/1/0230. Согласно этим директивам, управление Приволжского военного округа к 1 сентября 2001 года было переформировано в управление 2-й общевойсковой армии. Штаб армии был размещён в штабе расформированного Приволжского военного округа в Самаре.
4 сентября 2001 года на основании директивы начальника Генерального штаба Вооружённых сил РФ Боевое знамя 2-й гвардейской танковой Краснознамённой армии с гвардейской и орденской лентами, почётная грамота, выписка из исторической справки были получены в Центральном музее Вооружённых Сил России. В соответствии с указом Президента Российской Федерации от 19 ноября 2002 года № 1337, Боевое Знамя и орден расформированной в 1998 году 2-й гвардейской танковой Краснознамённой армии переданы во 2-ю общевойсковую армию. Впредь армия именуется 2-я гвардейская общевойсковая Краснознамённая армия. Тем самым было подтверждено право преемственности расформированной в 1998 году 2-й гвардейской танковой Краснознамённой армии.
Соединения и воинские части 2-й гвардейской общевойсковой армии дислоцируются на территории трёх субъектов Российской Федерации: Республики Удмуртия, Оренбургской, Самарской областей, где проживает свыше 13 миллионов человек. Площадь территории, на которой дислоцируются соединения и воинские части объединения составляет 524,4 тыс. км².
В современной истории страны воинам гвардейского объединения ещё раз с оружием в руках пришлось стать на защиту государственных интересов России. Ряд воинских частей армии принимали участие в контртеррористической операции на Северном Кавказе. За мужество и героизм, проявленные в боях по ликвидации незаконных вооружённых формирований, 13 военнослужащих армии удостоены высокого звания Героя Российской Федерации, из них 7 — посмертно.
По итогам 2015 года части армии приняли участие в более 100 учениях, провели около 360 боевых стрельб в составе подразделений, свыше 3,5 тыс. занятий по огневой подготовке, около 2 тыс. занятий по вождению боевых машин. По итогам 2017 года — объединение является лучшим в Центральном военном округе. 12 подразделениям армии присвоено звание «ударные». Ракетная бригада армии переоснащена на комплекс «Искандер-М».
Принимает участие в российско-украинской войне (с 2022 года).
25 января 2024 года 2-му полку РХБЗ присвоено почётное наименование «гвардейский» за массовый героизм и отвагу, стойкость и мужество проявленные личным составом полка в боевых действиях по защите Отечества и государственных интересов в условиях вооружённых конфликтов.

## Командование

### Командующие армией
- гвардии генерал-майор, с ноября 2001 года генерал-лейтенант Вербицкий, Алексей Иванович (18 сентября 2001 — февраль 2005);
- гвардии генерал-лейтенант Студеникин Александр Игоревич (февраль 2005 — 3 января 2006);

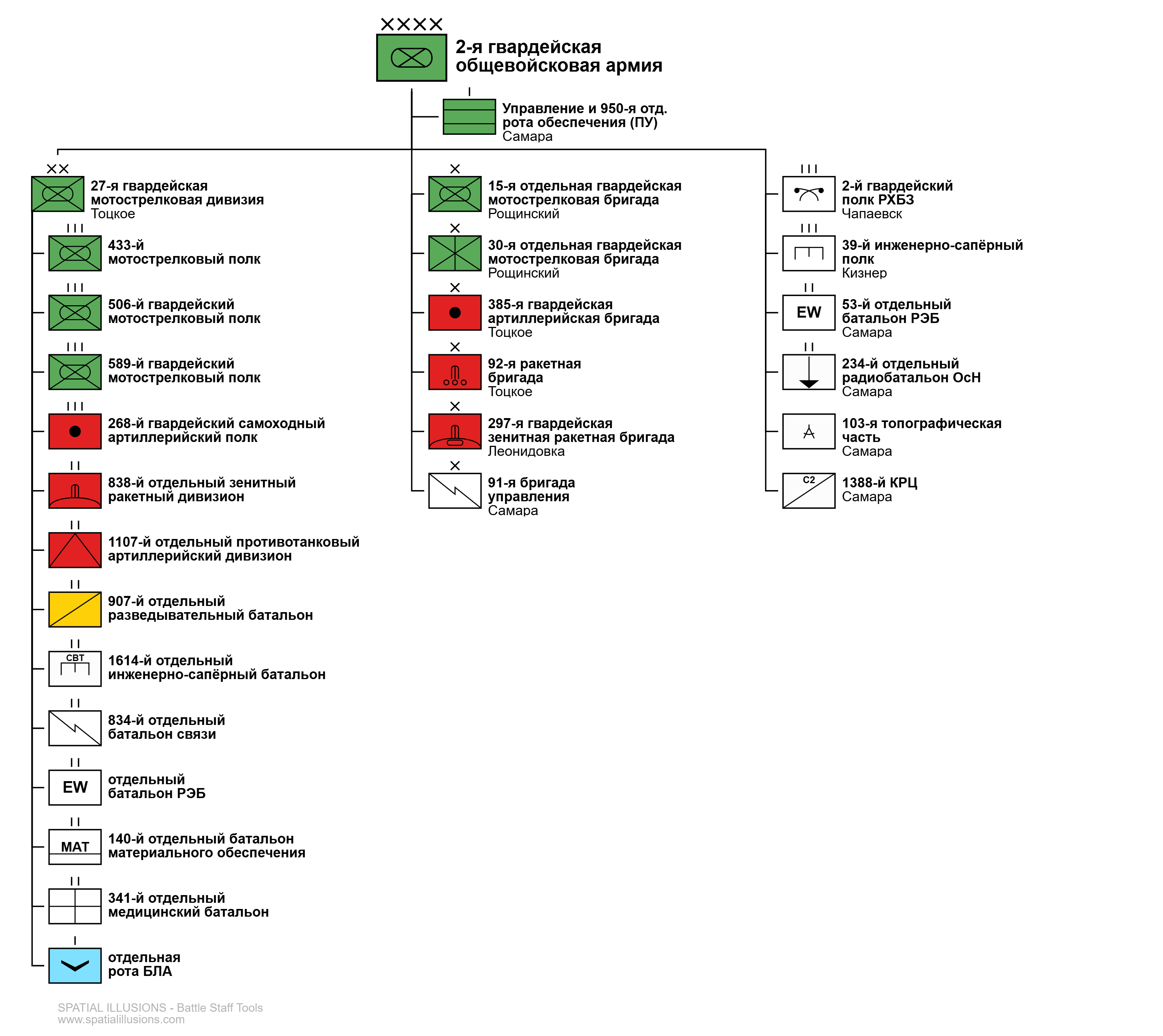
ОШС 2-й ОА на 2024 г.

- гвардии генерал-майор, с 23 февраля 2007 года генерал-лейтенант Скоков, Сергей Иванович (5 января 2006—2008);
- гвардии генерал-майор Макаревич, Олег Леонтьевич (январь 2008—2009);
- гвардии генерал-майор Калоев, Хасан Бекович (врио) (2009 — 28 июня 2010);
- гвардии генерал-майор Журавлёв Александр Александрович (28 июня 2010 — январь 2014);
- гвардии генерал-майор, с 11 июня 2016 года генерал-лейтенант Серицкий, Игорь Анатольевич (январь 2014 — сентябрь 2016)[7];
- гвардии генерал-майор Жидко, Геннадий Валерьевич (сентябрь 2016 — декабрь 2017)[8]
- гвардии генерал-майор Мурадов, Рустам Усманович (декабрь 2017 — декабрь 2018)[9]
- гвардии генерал-майор, с 20 февраля 2020 гвардии генерал-лейтенант Колотовкин, Андрей Владимирович (декабрь 2018 — февраль 2022)[10][11]
- гвардии генерал-майор Гуров, Вячеслав Николаевич (февраль 2022-2024)
- гвардии генерал-лейтенант Ибатуллин, Рамиль Рахматуллоевич (с 2024)

### Заместители командующего армией
Начальники штаба - 1-е заместители командующего
Заместители командующего по тылу
- гвардии генерал-майор Шумаков, Валерий Александрович (2001 -2003)

## Дислокация
Соединения и части армии дислоцируются на территории следующих субъектов Российской Федерации:
- Оренбургская область,
- Самарская область,
- Пензенская область,
- Республика Удмуртия.

## Состав
- Управление армии (г. Самара)
- 27-я гвардейская мотострелковая Омско-Новобугская Краснознамённая, ордена Богдана Хмельницкого дивизия, в/ч 12128 (с. Тоцкое)
- 15-я отдельная гвардейская мотострелковая Александрийская бригада (миротворческая), в/ч 90600 (п. Рощинский)
- 30-я отдельная гвардейская мотострелковая бригада, в/ч 45863 (п. Рощинский)
- 385-я гвардейская артиллерийская Одесская Краснознамённая, ордена Богдана Хмельницкого бригада, в/ч 32755 (с. Тоцкое)
- 92-я гвардейская ракетная ордена Кутузова бригада, в/ч 30785 (с. Тоцкое) (12 Искандер, 9 Р-145БМ)
- 297-я гвардейская зенитная ракетная бригада, в/ч 02030 (с. Леонидовка) (ЗРК «Бук-М2»)[12]
- 91-я Келецкая орденов Александра Невского и Красной Звезды бригада управления, в/ч 59292 (г. Самара)
- 2-й гвардейский полк радиационной, химической и биологической защиты, в/ч 18664 (г. Чапаевск)
- 39-й гвардейский инженерно-сапёрный полк, в/ч 53701 (п. Кизнер, Удмуртия)
- 53-й отдельный батальон радиоэлектронной борьбы (г. Самара)
- 234-й отдельный радиобатальон ОсН, в/ч 73759 (мкр Кряж, г. Самара)
- 103-я топографическая часть (г. Самара)
- 1388-й командный разведывательный центр, в/ч 23280 (г. Самара)
- 950-я отдельная рота обеспечения (пунктов управления) в/ч 71399 (мкр Кряж, г. Самара).